# De Mesdag Collectie
De Mesdag Collectie, voorheen het Museum H.W. Mesdag, is een museum voor beeldende kunst in de Nederlandse stad Den Haag. Het museum werd na een langdurige restauratie op 14 mei 2011 heropend onder de nieuwe naam.

## Geschiedenis
Aan de Laan van Meerdervoort staat het voormalige woonhuis van Hendrik Willem Mesdag (1831-1915), schilder van onder meer zeegezichten, en zijn vrouw Sientje van Houten (1834-1909). Naast schilder was Mesdag een groot kunstverzamelaar. Hij liet een museum bouwen voor zijn uitzonderlijke collectie. Hij bouwde dit museum pal naast zijn woonhuis en stelde het in 1887 open voor kunstliefhebbers.
In 1903 schonk Mesdag het museum en de collectie aan de Staat der Nederlanden. Hij bleef nog tot 1911 directeur. Sinds 1991 valt het onder de verantwoordelijkheid van het Van Gogh Museum. De Mesdag Collectie bevindt zich op ongeveer een halve kilometer afstand van het Panorama Mesdag aan de Zeestraat, waar Mesdags bekendste werk, het grote panorama van Scheveningen, is tentoongesteld.
De Mesdag Collectie bestaat uit het woonhuis - en tevens atelier - van het echtpaar Mesdag en het museum. De muren zijn rijkelijk gedecoreerd met authentieke motieven en overal zijn grote ramen met uitzicht op de museumtuin en op de toren van het Vredespaleis. Door de presentatie van de schilderijen en het interieur heeft het museum een negentiende-eeuwse sfeer.

## Collectie
Hendrik Willem Mesdag was een vooraanstaand zeeschilder van de Haagse School. Zijn vrouw Sientje Mesdag-van Houten schilderde ook. Zij maakte vooral landschappen en stillevens. Daarnaast waren zij grote kunstverzamelaars, gebruikmakend van het geërfde familiefortuin van de Groninger zakenfamilies Mesdag en Van Houten. Het zwaartepunt in de collectie van het museum is de schilderijencollectie van kunstenaars van de Franse School van Barbizon. Deze verzameling in Den Haag is de grootste en belangrijkste in haar soort buiten Frankrijk en toont meesterwerken van kunstenaars als Camille Corot, Charles-François Daubigny en Théodore Rousseau.
De collectie bevat ook kunst van de Haagse School, de kring waartoe Mesdag zelf behoorde. De verzameling van de Haagse School bevat werken van onder anderen Mesdags jeugdvriend Jozef Israëls en van Anton Mauve. Naast werk van genoemde schildersgroepen bevat de verzameling schilderijen van kunstenaars als Antonio Mancini, die door Mesdag financieel werd ondersteund. Mesdag had een voorkeur voor losse en schetsmatige werken, waarin het maakproces van een schilderij of tekening nog te zien is. In het museum zijn ook tekeningen, keramiek en Japanse kunst te zien.